# Diego Golombek
Diego Andrés Golombek (Buenos Aires, 22 de noviembre de 1964) es un doctor en Ciencias Biológicas y divulgador científico argentino, especialista en cronobiología. Se desempeña como profesor plenario de la Universidad de San Andrés, donde dirige el Laboratorio Interdisciplinario del Tiempo. Asimismo, es profesor titular regular de la Universidad Nacional de Quilmes (en uso de licencia), donde dirige el Laboratorio de Cronobiología. Es investigador superior del Consejo Nacional de Investigaciones Científicas y Técnicas (CONICET). Como divulgador se ha destacado como columnista en el programa Científicos Industria Argentina, conductor del programa Proyecto G y como editor de la colección de libros Ciencia que ladra....

## Biografía
Diego Golombek heredó en gran medida la pasión científica de su padre, que era químico. Luego de egresar del Colegio Nacional de San Isidro, se graduó como licenciado en Ciencias Biológicas en la Universidad de Buenos Aires en 1988 con un promedio de 8,95 y obtuvo el diploma de honor. En 1992 obtuvo el doctorado en Ciencias Biológicas en la misma universidad con la tesis doctoral La actividad cronobiológica de la melatonina: relación con el sistema gabaérgico central, con una calificación de sobresaliente.
Su línea de investigación principal especialmente está asociada a la cronobiología, tema en el que es autor de numerosas publicaciones y dos patentes. También es la persona de referencia de los principales medios de Argentina en esta materia, tanto en generalidades de cronobiologia como en cuestiones puntuales como cuando ocurrió el polémico cambio de huso horario en Argentina a fines de 2007. Ejerce la docencia en las cátedras de Fisiología General y Farmacología de la Universidad Nacional de Quilmes. Realizó un posdoctorado en la Universidad de Toronto y fue contratado como investigador en el Smith College de Massachusetts.
Golombek ha manifestado en varias oportunidades su interés por modelos educativos innovadores vinculados al aprendizaje experiencial. En entrevistas recientes ha elogiado iniciativas pedagógicas centradas en el Aprendizaje Basado en Proyectos (ABP), como las aplicadas en instituciones técnicas argentinas de alto rendimiento. Entre ellas se destacan la Escuela Técnica Roberto Rocca de Campana, reconocida internacionalmente por su rediseño arquitectónico y metodológico, y otras instituciones técnicas emblemáticas como la Escuela Técnica Raggio, la Escuela Técnica Superior de Arquitectura (España) y la Escuela Técnica Superior de Ingenieros de Caminos, Canales y Puertos de Santander.
En 2003 fundó junto a Melina Furman, Gabriel Gellón y Alberto Maier la llamada Expedición Ciencia, un programa de enseñanza de las ciencias que incluye campamentos a diversos lugares del país para jóvenes, así como otras actividades para docentes, que tienen por objetivo promover la educación científica a través de propuestas que fomenten el pensamiento crítico, la creatividad, el conocimiento y la igualdad de oportunidades.
Desde comienzos de los 2000, Golombek ha mechado su actividad científica con actividades de divulgación, gracias a las cuales se ha convertido en uno de los científicos más conocidos del país. Desde un principio se ha mostrado optimista sobre el futuro del periodismo científico y de su efecto sobre el entendimiento del público general. Entre sus actividades como divulgador se destaca su participación en el programa "Científicos Industria Argentina" y la edición de la colección de libros "Ciencia que ladra" que cuenta con el libro más vendido en Argentina con más de 500.000 ejemplares. También fue asesor científico del programa de Discovery Channel, "La Fábrica". Además, fue conductor del programa Proyecto G en el canal Encuentro de Argentina.
Por sus tareas de divulgación científica ha ganado el premio Konex 2007 y nuevamente en 2017, esta vez el Konex de Platino. Conduce el ciclo "Noche de Mente" en TV Pública, recientemente galardonado con el premio Martín Fierro.
También obtuvo el Premio Ig Nobel de Aviación en 2007.

## Publicaciones destacadas (entre más de 180)
- Golombek, D.; Pevet, P.; Cardinali, D. Behavioral effects of melatonin ("Efectos conductuales de la melatonina"). Neurosci Biobehav Rev 20: 403-412, 1996.
- Ralph. M.R., Hurd. M.W., Takeuchi, J., Melo, L., Mathur, A., Golombek, D.A. Regulation and integration in the mammalian circadian system ("Regulación e integración en el sistema circadiano de los mamíferos"). Prog Brain Res 111:191-203, 1996.
- Ferreyra, G.; Golombek, D. Rhythmicity of the cGMP-related function in the circadian system ("Ritmicidad de la función relacionada al cGMP en el sistema circadiano"). Am J Physiol 280(5):R1348-55, 2001.
- Golombek, D.A.; Ferreyra, G.A.; Agostino, P.A.; Murad, A.D.; Rubio, M.G.; Pizzio, G.A.; Katz, M.E.; Marpegan L.; Bekinschtein, T.A. From light to genes: Moving the hands of the circadian clock ("De la luz a los genes: moviendo las agujas del reloj circadiano"). Front Biosci, 8: S285-93, 2003.
- Agostino PA; Plano SA; Golombek DA. Sildenafil accelerates reentrainment of circadian rhythms ("El sildenafil acelera el abordaje de los ritmos circadianos), Proc National Academy of Sciences (Estados Unidos), 104(23): 9834-9839, 2007.
- Yannielli PC; Molyneux P; Harrington ME; Golombek DA. Ghrelin effects on the circadian system of mice ("Efectos de la ghrelina sobre el sistema circadiano de los ratones"), J Neurosci 27(11): 2890-2895, 2007.
- Bekinschtein T; Cologan V; Dahmen B; Golombek DA. You are only coming through in waves: wakefulness variability and assessment in patients with impaired consciousness. Progress en Brain Research 177: 171-189, 2009.
- Simonetta SH; Migliori ML; Romanowski A; Golombek DA. Timing of locomotor activity circadian rhythms in Caenorhabditis elegans. PLoS ONE 4(10):e7571. 2009.
- Golombek DA; Rosenstein RE. The physiology of circadian entrainment. Physiol Rev 90: 1063-1102, 2010.
- Golombek DA, Bussi, IL, Agostino, PV. Minutes, days, years: Molecular interactions among different scales of biological timing. Philosoph Transac Royal Soc B 369(1637): 20120465, 2014.
- Goya ME, Romanowski A, Caldart CS, Bénard CY, Golombek DA. Circadian rhythms identified in Caenorhabditis elegans by in vivo long-term monitoring of a bioluminescent reporter. Proc Natl Acad Sci U S A. 113: E7837-E7845, 2016.
- Aiello I, Mul Fedele ML, Roman F, Marpegan L, Caldart CS, Chiesa JJ, Golombek DA(*), Finkielstein C, Paladino N. Circadian disruption promotes tumor immune microenvironment remodelling favoring tumor cell proliferation. Science Advances, 6(42):eaaz45302020, 2020. * Corresponding author
- Goldin AP, Sigman M, Braiera G, Golombek DA, Leone MJ. Interplay of chronotype and school timing predicts school performance. Nature Human Behavior, 4(4):387-396, 2020.
- Leone MJ, Sigman M, Golombek DA. Effects of lockdown on human sleep and chronotype during the COVID-19 pandemic. Curr Biol. 30(16): R930-R931, 2020.

## Libros
- Marques, N.; Menna-Barreto, L.; GD.A. Cronobiologia: Principios y aplicaciones. EUDEBA, 1997.
- Golombek, D.A. (ed.). Cronobiología humana. Editorial Universitaria de Quilmes, 2002.
- Golombek, D.A.; Schwarzbaum, P. El cocinero científico: Apuntes de alquimia culinaria. Editorial Universitaria de Quilmes/Siglo XXI Editores, 2002. (4.ª. Edición, 2005)
- Gellón, G.; Feher, E.; Furman, M.; Golombek, D. Ciencia en el aula. Lo que nos dice la ciencia sobre cómo enseñarla. Ediciones Paidós, 2005.
- Golombek, D.A. Cavernas y palacios. En busca de la conciencia en el cerebro. Siglo XXI Editores, Buenos Aires, 2008.
- Golombek. Sexo, drogas y Biología. Siglo XXI, 2009.
- Golombek,D.A.; Cerebro: últimas noticias, Ediciones Colihue.
- Golombek, D.A.; Las neuronas de Dios. Una neurociencia de la religión, la espiritualidad y la luz al final del túnel, Colección "Ciencia que ladra... serie mayor". Siglo XXI Editores, Buenos Aires, 2014.
- Golombek DA, Nepote J (comps). Instrucciones para contagiar la ciencia. Edit. Univ Guadalajara, 2016.
- Golombek DA, Bar N (comps). Neurociencias para presidentes. siglo XXI Editores, 2017.
- Golombek DA. La ciencia es eso que nos pasa mientras estamos ocupados haciendo otras cosas. siglo XXI Editores, 2018.
- Golombek DA. La ciencia de las (buenas) ideas. siglo XXI Editores, 2022.

## Premios
- Premio Konex de Platino 2017 en Divulgación.
- Premio Bernardo Houssay, Secretaría de Educación, Cultura y Tecnología de Argentina (SECyT) de la Argentina.
- Premio Konex - Diploma al mérito  2007 en Divulgación Científica
- Premio al mejor libro de educación, Fundación El Libro, 2005.
- Premio Ciudad de México (Ciencias Básicas), Instituto de Ciencia y Tecnología del Distrito Federal, México.
- Premio Ig Nobel
- Premio RedPOP de Popularización de la Ciencia y la Tecnología (Red de Popularización de la Ciencia, América Latina y el Caribe)
- Premio UNESCO/Kalinga en Popularización de la Ciencia
- Premio Braun Menendez, Asociación Argentina para el Progreso de las Ciencias
- Caballero de la Orden de las Palmas Académicas, Gobierno de Francia
- Premio Fundación Florencio Fiorini, “Avances en Patologías del Sueño”

## Director de teatro y participación en obras artísticas
- Dios, una comedia de Woody Allen. Centro Cultural Ricardo Rojas (anexo a la UBA), Buenos Aires, Argentina, 1987.
- Vincent y los cuervos de Pacho O'Donnell (el título de este libro alude al último cuadro, llamado Los cuervos realizado por Vincent Van Gogh), Centro Cultural Recoleta, Buenos Aires, Argentina, 1986.
- Diversas obras de teatro científico: Ciencia a la carta, Música y ciencia, etc.. Tecnópolis , Buenos Aires, Argentina, 2011-2015.
- Versus junto con Darío Sztajnszrajber, Tecnópolis, Buenos Aires, Argentina, 2014.
- Darwin en Patagonia ópera de Mariano Fernandez (música) y Diego Golombek (libretto), Yale University, Connecticut, EE. UU., 2024.